# نويل ماديسون
نويل ماديسون (بالإنجليزية: Noel Madison)‏ (و. 1897 – 1975 م) هو ممثل، من الولايات المتحدة الأمريكية، ولد في مدينة نيويورك، توفي في فورت لاودردال، فلوريدا، عن عمر يناهز 78 عاماً.

## وصلات خارجية
- نويل ماديسون على موقع IMDb (الإنجليزية)
- نويل ماديسون على موقع إن إن دي بي (الإنجليزية)
- نويل ماديسون على موقع قاعدة بيانات الفيلم (الإنجليزية)